# AQuantive
aQuantive（NASDAQ：AQNT）是一家数字营销服务商在线广告代理商控股公司，於1997年成立，总部设在美国西雅图，旗下有Avenue A/Razorfish、Atlas Solutions、DRIVE Performance Solutions，目前有雇员2106人。
微软公司于2007年5月18日宣布以每股66.5美元，总计约60亿美元现金价格收购AQuantive，該交易在2007年8月10日定案，是微软公司在2011年收購Skype之前最大的一笔收购案。